# Angela Malestein
Antje Angela Malestein (* 31. Januar 1993 in Spakenburg) ist eine niederländische Handballspielerin.

## Karriere

### Im Verein
Angela Malestein spielte in den Niederlanden von 2008 bis 2011 bei VOC Amsterdam und anschließend bei Sercodak Dalfsen. Mit den Vereinen nahm sie an der EHF Champions League, am EHF-Pokal und am Europapokal der Pokalsieger teil. 2012 ging die 1,74 Meter große Rechtsaußen in die deutsche Handball-Bundesliga zur HSG Blomberg-Lippe. Im Sommer 2014 wechselte sie zur SG BBM Bietigheim. Mit Bietigheim gewann sie 2017 und 2019 die deutsche Meisterschaft. Seit der Saison 2020/21 steht sie beim ungarischen Erstligisten Ferencváros Budapest unter Vertrag. Mit Ferencváros gewann sie 2021 und 2024 die ungarische Meisterschaft sowie 2022, 2023, 2024 und 2025 den ungarischen Pokal. Weiterhin stand sie mit Ferencváros im Finale der EHF Champions League 2023.

### In Auswahlmannschaften
Malestein bestritt bisher 219 Länderspiele für die niederländische Nationalmannschaft, in denen sie 687 Tore erzielte. Sie nahm an der Europameisterschaft 2010 und der Weltmeisterschaft 2011 teil und gehörte zum erweiterten Kader für die Weltmeisterschaft 2013 in Serbien. Weiterhin nahm sie an den Olympischen Spielen 2016 in Rio de Janeiro teil. 2011 gewann sie mit den Juniorinnen bei der U-19-Europameisterschaft die Silbermedaille und wurde ins All-Star-Team des Turniers gewählt. Malestein gewann die Silbermedaille bei der Europameisterschaft 2016 sowie die Bronzemedaille bei der Weltmeisterschaft 2017 und bei der Europameisterschaft 2018. Bei der Weltmeisterschaft 2019 gewann sie im Finale gegen die spanische Auswahl den WM-Titel. Mit der niederländischen Auswahl nahm sie an den Olympischen Spielen in Tokio teil. Bei der Weltmeisterschaft 2023, die die Niederlande auf dem fünften Platz abschloss, erzielte sie 47 Treffer und belegte gemeinsam mit der Dänin Kristina Jørgensen und der Rumänin Eliza Buceschi den dritten Platz in der Torschützenliste.